# Paraferdina laccadivensis
Paraferdina laccadivensis är en sjöstjärneart som beskrevs av James 1976. Paraferdina laccadivensis ingår i släktet Paraferdina och familjen Ophidiasteridae. Inga underarter finns listade i Catalogue of Life.